# Pilotska biskupija
Biskupija Pilot, Pilotska, Pulatska ili Palotinska biskupija (lat. Dioecesis Pulatensis) rimokatolička je biskupija u Albaniji.
Jedna je od šest biskupija u Albaniji. Nalazi se sjeveroistočno od Skadarskog jezera, u sjeverno od srednjeg toka rijeke Drima, podno Prokletija. 

## Povijest
██ Pilotska biskupija u 15. stoljeću
Utemeljena je u 9. stoljeću.
Ime je dobila po gradu Pilotu, koji je vjerojatno bio pogranična utvrda. U starije vrijeme, u 11. stoljeću nalazila se u Duklji.
U doba bizantske vlasti je pripadala Barskoj nadbiskupiji.
Od 1089. nalazila se pod nadležnošću Dukljansko-barske nadbiskupije i mitropolije. U to vrijeme su latinski jezik bio jezikom bogoslužja, a pisalo se latiničnim pismom, dok su slavenski jezici bili samo u pomoćnoj funkciji.
Godine 2005. ova je biskupija spojena sa Skadarskom nadbiskupijom u Skadarsko-pilotsku nadbiskupiju.